# Lockheed U-2
Lockheed U-2, poreclit Dragon Lady, este un avion monomotor de recunoaștere folosit inițial de CIA și, ulterior, de Forțele Aeriene ale SUA. Forțele Aeriene ale Republicii Chineze au folosit avioane U-2 între anii 1960–1974. U-2 poate zbura la altitudini foarte mari (21.000 de metri) și, în ciuda apariției sateliților de recunoaștere și a avioanelor fără pilot, se află încă în dotarea Statelor Unite ale Americii. A fost folosit în celebra "Zonă 51".
A devenit cunoscut publicului larg în urma incidentului din 1960, când deasupra URSS a fost doborât un avion de spionaj al Statelor Unite de tip Lockheed U-2.